# Större smörbult
Större smörbult (Gobius cobitis) är en bottenfisk ur smörbultarnas familj och Europas största smörbult.

## Utseende
Den större smörbulten har en gråaktig till olivbrun grundfärg, med små fläckar i ljusare och mörkare nyanser. Vuxna hanar kan bli mycket mörka i färgen, speciellt under parningstiden. På buken finns en nästan cirkelrund sugskiva. Den kan som mest bli upp till 27 cm lång.

## Vanor
Arten är en bottenfisk som föredrar grunda vatten med klippbotten. Det är inte ovanligt att den solbadar i tidvattenspölar. Den kan även uppsöka brackvatten. Födan består av havsborstmaskar, kräftdjur, insekter, mindre fiskar och en inte obetydlig del grönalger. Arten kan bli upp till omkring 10 år gammal.

### Fortplantning
Den större smörbulten blir könsmogen vid 2 till 3 års ålder. Den leker mellan mars och maj, då honan kan lägga upp till 12 000 ägg under stenar. Äggsamlingen vaktas sedan av hanen.

## Utbredning
Arten finns från södra Irland och sydvästra England via södra Nordsjön, Medelhavet och Svarta havet till Marocko.  En möjlig förekomst i Suezviken är omtvistad.

## Kommersiell användning
Arten fiskas och äts i länderna kring Medelhavet.